# Sommarskuggan
Sommarskuggan är en TV-figur, skapad av Tina Mackic, som har förekommit i barnprogrammet Sommarlov på SVT. Sommarskuggan introducerades 2016 och kom att bli en mycket populär figur. Följande vår sände SVT Barn i Malmö en särskild Sommarskuggan-serie under tio veckor före "Sommarlovs" premiär. Serien blev framgångsrik och Mackic började då bygga en fiktiv värld kring Sommarskuggan och flera av SVT:s barnprogram kom att sammankopplas genom Sommarskuggan. Sommarskuggan har med tiden även fått sällskap av liknande figurer: "Vinterskuggan", "Lavaskuggan" och "Guldskuggan".
Mackic har även skrivit sex böcker om Sommarskuggan: Sommarskuggan och halloween-buset (2019), Sommarskuggan och kalasbuset (2020), Sommarskuggan och camping-buset (2021), Sommarskuggan och slottsbuset (2022), Sommarskuggan och vattenbuset (2023) och pysselboken Skuggpyssel i skuggornas värld (2020).
Sommarskuggan är till utseendet en två meter lång, lite kattlik, kolsvart skapelse med morrhår och cape. Figuren har rollen som skurk och i varje säsong av Sommarlov har det varit en ny hemlig person som burit dräkten. Att avslöja vem som "är årets Sommarskugga" är utformat som en mysterium för tittarna.

## Sommarskuggor
- 2016 – Jonas Karlström, i rollen som den fiktiva chefen på SVT Barn
- 2017 – Malin Olsson
- 2018 – Caroline Hermansson
- 2019 – Hasse Andersson
- 2020 – David Sundin
- 2021 – Marianne Mörck[6], i rollen som kapten Doris
- 2022 – Tusse
- 2023 – Alexander Hermansson
- 2024 – Tomu
- 2025 – Joel Adolphson[7][8]